# Let Me Reintroduce Myself
Let Me Reintroduce Myself è un singolo della cantante statunitense Gwen Stefani, pubblicato il 7 dicembre 2020.

## Descrizione
Il 4 dicembre 2020 Gwen Stefani ha annunciato per la prima volta Let Me Reintroduce Myself, pubblicando sui social media la copertina del singolo che la ritrae sia con i vestiti indossati per il video di Just a Girl che per il video di Hollaback Girl.  Stefani racconta inoltre di aver prodotto nuova musica per un quinto album in studio inaspettatamente:
"Onestamente [...] non ho mai avuto intenzione di fare nuova musica negli ultimi anni. Voglio dire, ci ho fantasticato sopra, ma penso sempre agli artisti che ho amato crescendo, e penso di voler solo ascoltare le canzoni che mi piacciono che hanno già fatto. È nostalgico per me. Capisci cosa intendo? Non vado davvero a cercare nuova musica da loro. Quindi qualcosa mi ha fatto pensare: perché io dovrei farlo? Mi sentivo di aver già realizzato quei brani che chi mi ama ascolta".
Il brano è stato scritto e composto dalla stessa Stefani con Luke Niccoli e Ross Golan. Il fratello dell'artista, Eric Stefani, ha contribuito suonando la tastiera elettronica, mentre il membro dei No Doubt  Gabrial McNair ha suonato l'organo Hammond. Lo stile del brano è stato paragonato agli esordi della cantante con i No Doubt, grazie agli elementi di musica ska, reggae, considerato il ritorno alla musica pop dopo le collaborazioni con Blake Shelton.

## Video musicale
Il videoclip è stato rilasciato su Youtube il 1º gennaio 2021, ed in esso la cantante, in linea con il testo della canzone, rievoca alcuni dei suoi look più iconici, anche dai precedenti video musicali, tra cui Don't Speak, Hollaback Girl, What You Waiting For? e Rich Girl.

## Tracce
Testi e musiche di Gwen Stefani, Luke Niccoli, Ross Golan.
1. Let Me Reintroduce Myself – 3:11

## Classifiche
| Classifica (2021) | Posizione massima |
| ----------------- | ----------------- |
| Croazia           | 28                |